# Buana Bhakti
Buana Bhakti is een bestuurslaag in het regentschap Siak van de provincie Riau, Indonesië. Buana Bhakti telt 1557 inwoners (volkstelling 2010).